# Vlag van de Vlaamse Gemeenschapscommissie
De vlag van de Vlaamse Gemeenschapscommissie is op 4 december 1992 vastgesteld als de vlag van de Vlaamse Gemeenschapscommissie. De vlag kan als volgt worden beschreven:
Geel met een zwarte leeuw, rood geklauwd en getongd, met een blauwe verticale baan langs de broeking met in de broektop een gele iris met een witte rand.
De Vlaamse vlag wordt gecombineerd met de vlag van het Brussels Hoofdstedelijk Gewest, om zo die van de Vlaamse Gemeenschapscommissie te vormen.
Op deze vlag is het oude logo afgebeeld op een blauwe verticale baan. Het is onbekend of deze een nieuwe vlag voert sinds het een nieuw logo heeft aangenomen en of deze nieuwe vlag officieel is vastgesteld. Dit is een van de problemen van logovlaggen, omdat ze niet tijdloos zijn en mee moeten veranderen met de huisstijl van de organisatie.

Vlag van Vlaanderen
Vlag van het Brussels Hoofdstedelijk Gewest (1991-2015)